# Tesfaye Gebru
Tesfaye Gebru – etiopski piłkarz grający na pozycji bramkarza. W swojej karierze grał w reprezentacji Etiopii.

## Kariera reprezentacyjna
W 1982 roku Gebru został powołany do reprezentacji Etiopii na Puchar Narodów Afryki 1982. Zagrał na nim w jednym meczu grupowym, z Nigerią (0:3).